# Mia Schlosser
Maria Rosa (Mia) Schlosser (Rendsburg, 1949) is een Nederlands decor- en kostuumontwerpster.

## Biografie

### Jeugd en opleiding
Schlosser werd geboren in Duitsland en verhuisde later naar Italië waar ze opgroeide. In 1963 vestigde zij zich in Nederland en studeerde grafisch ontwerp aan de Koninklijke Academie in Den Haag. Ze fotografeerde tijdens haar opleiding veel voor haar werk. Na het behalen van haar diploma ging ze solliciteren bij de grafische afdeling, maar werd daar niet aangenomen.

### Carrière
Schlosser ging in 1969 werken bij de NOS als decorontwerpster. Nadat ze een technische cursus had gevolgd aan de Media Academie ging ze aan de slag met een proefprogramma. De eerste opdracht die ze kreeg was een show van Hildegard Knef en Rob Touber waarmee ze een goede band kreeg. Later voor de De grote Gerard Reve show. Kort daarna stierf  Touber aan een hartstilstand. Hierna ging Schlosser zich richten op talkshows en dramafilms. Ze maakte o.a. decors voor de programma's: Karel en Drie vrouwen. Samen met Andrew Wilson werkte ze in 1981 mee aan het tv-programma De Fabriek. Later maakte Schlosser decors voor het cabaretduo Van Kooten en De Bie. In 1986 produceerde ze samen met Hans Hulscher het programma Een sneeuw en in 1987 maakte ze met Frans Schupp en Bob Rooyens het decor voor Kinderen voor kinderen 8. In datzelfde jaar ontwierp ze ook het decor voor De boven mijn pet show en in 1995 voor De nacht van de vrouw van de warme bakker. In het Nederlands Instituut voor Beeld en Geluid hangt een kostuum dat is ontworpen door Schlosser, genaamd "Het paddenstoelenpak". Dit kostuum werd in 1979 gedragen in het programma Het Simplisties Verbond van Kees van Kooten en Wim de Bie.